# England Ridge
England Ridge är en bergstopp i Antarktis. Den ligger i Östantarktis. Nya Zeeland gör anspråk på området. Toppen på England Ridge är 573 meter över havet.
Terrängen runt England Ridge är varierad. Havet är nära England Ridge åt nordost. Trakten är obefolkad. Det finns inga samhällen i närheten. 